# Saint-Maugan
Saint-Maugan é uma comuna francesa na região administrativa da Bretanha, no departamento Ille-et-Vilaine. Estende-se por uma área de 8,35 km². Em 2010 a comuna tinha 548 habitantes (densidade: 65,6 hab./km²).